# Workers' Dreadnought

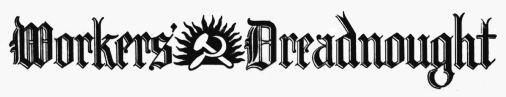
Logo du Workers' Dreadnought.

Le Workers' Dreadnought est un journal britannique fondé par Sylvia Pankhurst en 1914.
D'abord intitulé le Workers' Mate, il est publié pour la première fois sous le nom de Womens' Dreadnought le 8 mars 1914 lors de la Journée internationale des femmes. Son tirage était alors de 30 000 exemplaires.
Les journalistes les plus influentes du journal furent Mary Patterson, Zelie Emerson et surtout Sylvia Pankhurst, qui venait de quitter les Suffragettes à la suite d'un désaccord avec sa mère Emmeline et sa sœur Adela au sujet des incendies volontaires utilisés comme arme de propagande. Cette première édition fut réalisée pour le compte de la East London Federation of Suffragettes.
En 1917, le journal fut rebaptisé le Workers' Dreadnought et ne fut plus publié qu'à 10 000 exemplaires. Son slogan change et passe de « Socialisme, internationalisme, votes pour tous » à « Pour le socialisme international » en juillet 1918, reflétant l'opposition croissante au parlementarisme dans le parti. 
Le 19 juin 1920, le Workers' Dreadnought fut adopté comme organe hebdomadaire officiel du Parti communiste de Grande Bretagne.
Sylvia Pankhurst publia le journal dans cette version jusqu'en 1924.